# Merțalivka, Pavlohrad
Merțalivka (în ucraineană Мерцалівка) este un sat în comuna Bohdanivka din raionul Pavlohrad, regiunea Dnipropetrovsk, Ucraina.

## Demografie
Componența lingvistică a localității Merțalivka
     Rusă (61,11%)
     Ucraineană (33,33%)
     Germană (1,85%)
     Belarusă (1,85%)
Conform recensământului din 2001, majoritatea populației localității Merțalivka era vorbitoare de rusă (61,11%), existând în minoritate și vorbitori de ucraineană (33,33%), germană (1,85%) și belarusă (1,85%).